# Pterula crassispora
Pterula crassispora är en svampart som beskrevs av P. Roberts 1999. Pterula crassispora ingår i släktet Pterula och familjen mattsvampar.   Inga underarter finns listade i Catalogue of Life.